# Đồng bằng phù sa

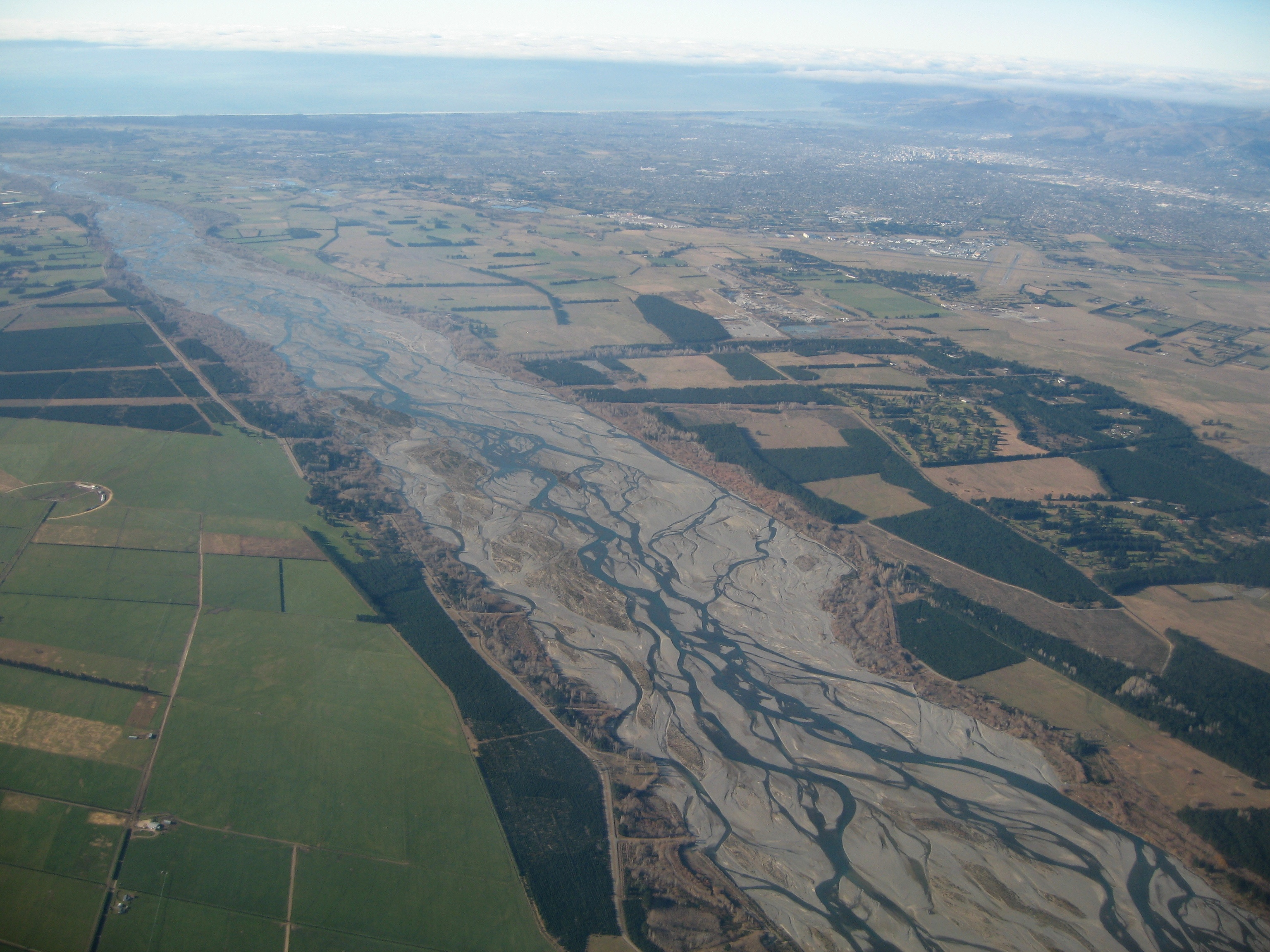
Bãi bồi (giữa) trong vùng đồng bằng phù sa của sông Waimakariri, New Zealand (một phần của đồng bằng Canterbury).

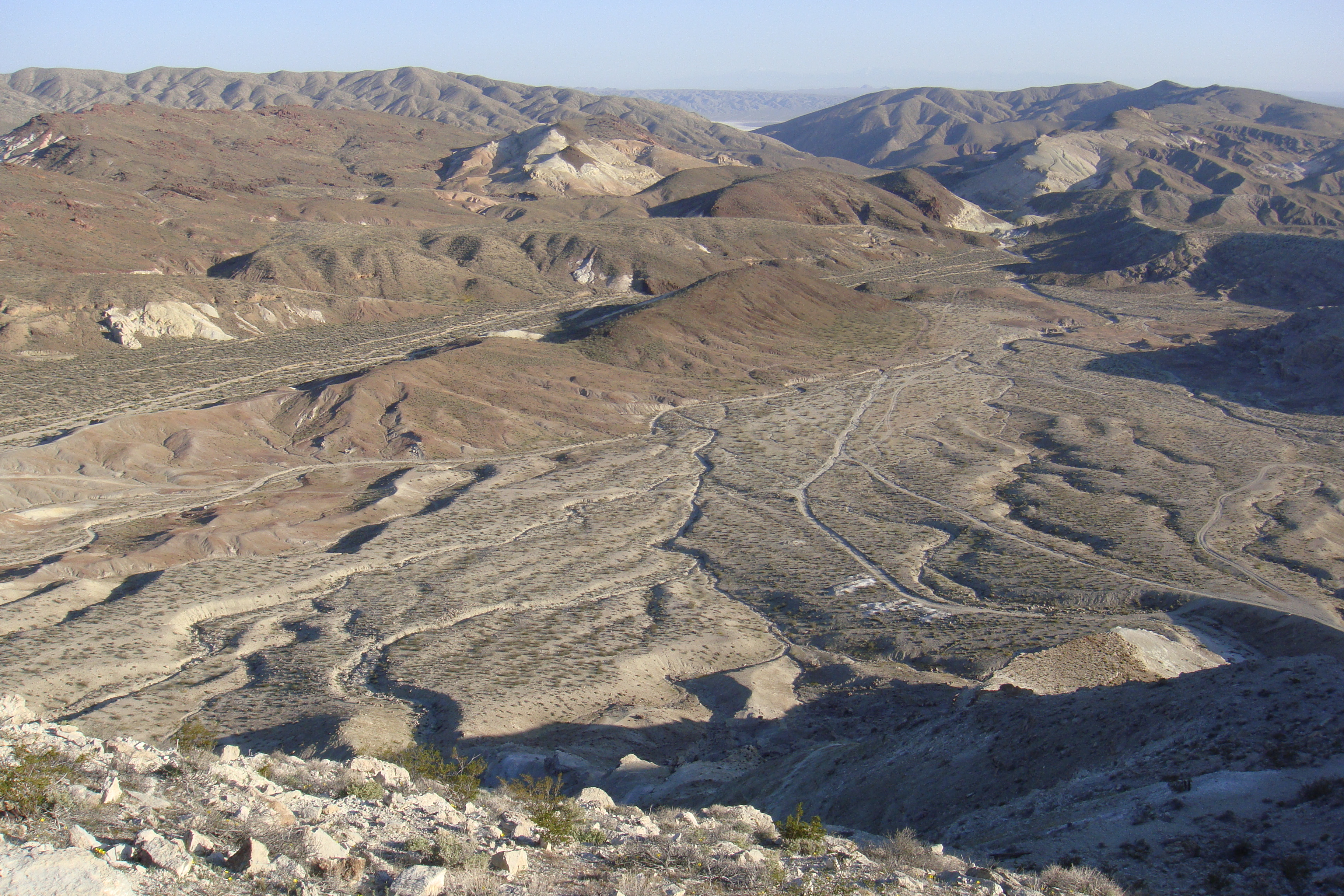
Một đồng bằng phù sa nhỏ, khắc sâu từ Công viên bang Red Rock Canyon (California).

Một đồng bằng phù sa là một địa hình bằng phẳng phần lớn được tạo ra bởi sự lắng đọng trầm tích trong một thời gian dài bởi một hoặc nhiều con sông đến từ các vùng cao, từ đó hình thành đất phù sa. Một bãi bồi là một phần của quá trình, là khu vực nhỏ hơn mà các con sông bị ngập lụt trong một khoảng thời gian cụ thể, trong khi đồng bằng phù sa là khu vực rộng lớn hơn đại diện cho khu vực mà các vùng đồng bằng đã thay đổi theo thời gian địa chất.
Khi vùng cao bị xói mòn do thời tiết và dòng nước, trầm tích từ các ngọn đồi được vận chuyển đến vùng đồng bằng thấp hơn. Những con lạch khác nhau sẽ mang nước đi xa hơn đến một con sông, hồ, vịnh hoặc đại dương. Khi các trầm tích được lắng đọng trong điều kiện lũ lụt ở vùng đồng bằng của một con lạch, độ cao của vùng ngập lũ sẽ được nâng lên. Vì điều này làm giảm khả năng nước lũ của kênh, theo thời gian, con lạch sẽ tìm kiếm những con đường mới, thấp hơn, tạo thành một khúc quanh (một con đường quanh co uốn lượn). Các vị trí cao hơn còn sót lại, điển hình là đê tự nhiên ở rìa kênh lũ, sẽ tự bị xói mòn do xói mòn dòng chảy bên và do mưa địa phương và có thể là gió vận chuyển nếu khí hậu khô cằn và không được hỗ trợ bởi những bụi cỏ giữ đất. Các quá trình này, theo thời gian địa chất, sẽ tạo thành đồng bằng, một khu vực có chút nổi lên (thay đổi cục bộ về độ cao), nhưng với độ dốc không đổi nhưng nhỏ.
Thuật ngữ về địa hình và thuật ngữ địa chất, được duy trì bởi Khảo sát đất hợp tác quốc gia của Hoa Kỳ, định nghĩa một "đồng bằng phù sa" là "một tập hợp lớn các địa hình lưu động (suối bện, ruộng bậc thang, v.v.), tạo thành độ dốc thấp, dốc dọc theo sườn núi và kéo dài khoảng cách lớn từ các nguồn của chúng (ví dụ: Đồng bằng Bắc Mỹ)". Việc sử dụng cụm từ "đồng bằng phù sa" như một thuật ngữ chung, không chính thức cho đồng bằng lũ rộng hoặc đồng bằng có độ dốc thấp rõ ràng không được khuyến khích. Thuật ngữ NCSS thay vì đề xuất "bãi bồi".

## Ví dụ
- Đồng bằng phù sa Mississippi, đồng bằng Oxnard và Laguna de Santa Rosa ở Hoa Kỳ [2]
- Đồng bằng Bắc Trung Quốc ở Trung Quốc
- Mesaoria ở Síp
- Thung lũng Po ở Ý
- Đồng bằng Indo-Gangetic và Punjab ở Ấn Độ [3]
- Đồng bằng Canterbury, Đồng bằng Southland và Đồng bằng Waikato ở New Zealand
- Nhiều địa điểm ở Thụy Sĩ
- Mesopotamia ở Iraq và Kuwait
- Đồng bằng sông Cửu Long tại Việt Nam
- Sông băng sông Meuse ăn Scheldt ở Hà Lan